# Пучков Герман Іванович
Герман Іванович Пучков (1923—1981) — командир ланки 70-го гвардійського штурмового авіаційного полку, 3-ї гвардійської штурмової авіаційної дивізії, 9-го штурмового авіаційного корпусу, 16-ї повітряної армії, 1-го Білоруського фронту, гвардії старший лейтенант. Герой Радянського Союзу (1946).

## Біографія
Народився 25 жовтня 1923 року у місті Слов'янськ нині Донецької області у сім'ї робітника. Українець. Освіта середня.
У Червоній Армії з 1940 року. Закінчив Ворошиловградську військово-авіаційну школу пілотів у 1942 році. Член КПРС із 1943 року.
Брав участь у боях Німецько-радянської війни з серпня 1942 року. Воював на Північно-Західному, 2-му Прибалтійському, 2-му та 1-му Білоруських фронтах. Бився на літаку Іл-2 у складі 74-го (із 18 березня 1943 р. — 70-го гвардійського) штурмового авіаційного полку 243-й (із 18 березня 1943 — 3-й гвардійської) штурмової авіаційної дивізії.
Брав участь у Дем'янській (15—28 лютого 1943 року) та Староруській (4 — 19 березня 1944 року) наступальних операціях — складових частинах малоуспішної операції «Полярна зірка» з розгрому німецької групи армій «Північ», у Люблін-Берестейській наступальній операції — 2 серпня 1944 року), складової частини Білоруської стратегічної операції «Багратіон», у Варшавсько-Познанській наступальній операції (14 січня — 3 лютого 1945 року) — складової частини Висло-Одерської стратегічної операції; Східно-Померанській стратегічній наступальній операції (10 лютого — 4 квітня 1945); Берлінській стратегічній наступальній операції (16 квітня — 8 травня 1945 року).
До кінця війни командир ланки гвардії старший лейтенант Пучков здійснив 102 бойові вильоти. Знищив 8 танків, 46 вантажних автомашин, 2 автобуси, 30 гармат польової та зенітної артилерії, 8 мінометів, до 20 возів, 1 бензоцистерну, до 20 залізничних вагонів, до 200 солдатів та офіцерів супротивника. Знищив 12 літаків на аеродромах супротивника, у 25 повітряних боях збив 3 ворожі літаки.
Був учасником параду Перемоги в Москві, який відбувся 24 червня 1945 року.
Указом Президії Верховної Ради СРСР від 15 травня 1946 року за вміле виконання бойових завдань, мужність і героїзм, виявлені під час завдання штурмових ударів по супротивнику, Пучкову Герману Івановичу присвоєне звання Героя Радянського Союзу з врученням ордена Леніна та медалі. Медаль № 7057.
Після війни продовжував служити у ВПС СРСР і в 1955 був звільнений у запас у званні капітана.
Жив і працював у місті Пінськ Берестейської області Білоруської РСР. Помер після тривалої та тяжкої хвороби 9 липня 1981 року в місті Пінську. Похований на міському цвинтарі.

## Пам'ять
- Могила Пучкова Г. І. в Пінську є пам'яткою архітектури, історії та культури[1].
- Ім'ям Г. І. Пучкова названа одна з вулиць у Гродно.

## Нагороди
- За доблесть та мужність у боях Німецько-радянської війни указом Президії Верховної Ради СРСР від 15 травня 1944 року гвардії старшому лейтенанту Пучкову Герману Івановичу було присвоєне звання Героя Радянського Союзу.
- Нагороджений орденом Леніна, трьома орденами Червоного Прапора, орденами Вітчизняної війни 1 ступеня, Червоної Зірки, медалями.